# Jenang
Jenang is een bestuurslaag in het regentschap Cilacap van de provincie Midden-Java, Indonesië. Jenang telt 14.967 inwoners (volkstelling 2010).